# Карасукумлак
Карасукумлак (азерб. Qarasuqumlaq) — село в Мурсалском административно-территориальном округе Агдашского района Азербайджана.

## Этимология
Название происходит от слова «кумлак» (с азерб. — «песчаное место»).

## История
Село Карасу-Кумлах в 1913 году согласно административно-территориальному делению Елизаветпольской губернии относилось к Мурсальскому сельскому обществу Арешского уезда.
В 1926 году согласно административно-территориальному делению Азербайджанской ССР село относилось к дайре Халдан Нухинского уезда.
После реформы административного деления и упразднения уездов в 1929 году был образован Шыхлинский сельсовет в Агдашском районе Азербайджанской ССР.
Согласно административному делению 1961 и 1977 года село Карасукумлах входило в Шыхлинский сельсовет Агдашского района Азербайджанской ССР.
В 1999 году в Азербайджане была проведена административная реформа и внутри Шыхлинского административно-территориального округа был учрежден Шыхлинский муниципалитет Агдашского района. 30 мая 2014 года муниципалитет вместе с АТО упразднены, а села Шыхлы и Карасукумлак переподчинены селу Мурсал.

## География
Карасукумлак расположен на берегу канала Шыхлыарх.
Село находится в 4,5 км от центра муниципалитета Мурсал, в 8 км от райцентра Агдаш и в 247 км от Баку. Ближайшая железнодорожная станция — Ляки.
Село находится на высоте 24 метра над уровнем моря.

## Население
| Численность населения | Численность населения | Численность населения | Численность населения |
| 1886                  | 1985                  | 1999                  | 2009                  |
| --------------------- | --------------------- | --------------------- | --------------------- |
| 341                   | ↗480                  | ↗637                  | ↗650                  |

В 1886 году в селе проживало 341 человек, все — азербайджанцы, по вероисповеданию — мусульмане-сунниты.
Население преимущественно занимается растение- и животноводством.

## Климат
| Показатель                                                                              | Янв. | Фев. | Март | Апр. | Май  | Июнь | Июль | Авг. | Сен. | Окт. | Нояб. | Дек. | Год  |
| --------------------------------------------------------------------------------------- | ---- | ---- | ---- | ---- | ---- | ---- | ---- | ---- | ---- | ---- | ----- | ---- | ---- |
| Средний суточный максимум, °C                                                           | 7,0  | 8,3  | 12,7 | 20,7 | 25,7 | 29,9 | 33,7 | 32,5 | 28,2 | 21,1 | 14,3  | 9,3  | 20,3 |
| Средняя температура, °C                                                                 | 3,0  | 4,2  | 8,2  | 14,9 | 19,7 | 24,0 | 27,4 | 26,3 | 22,4 | 16,0 | 10,1  | 5,3  | 15,1 |
| Средний суточный минимум, °C                                                            | −1   | 0,2  | 3,8  | 9,1  | 13,8 | 18,2 | 21,2 | 20,1 | 16,5 | 11   | 6,0   | 1,3  | 10   |
| Норма осадков, мм                                                                       | 22   | 27   | 31   | 41   | 55   | 44   | 23   | 26   | 26   | 54   | 32    | 25   | 406  |
| Источник: https://en.climate-data.org/asia/azerbaijan/agdas-rayonu/muers%C9%99l-954963/ |      |      |      |      |      |      |      |      |      |      |       |      |      |

Среднегодовая температура воздуха в селе составляет +15,1 °C. В селе семиаридный климат.

## Инфраструктура
В советское время в селе располагалась молочно-товарная ферма.
В селе расположена школа.